# Charleston (Karolina Południowa)

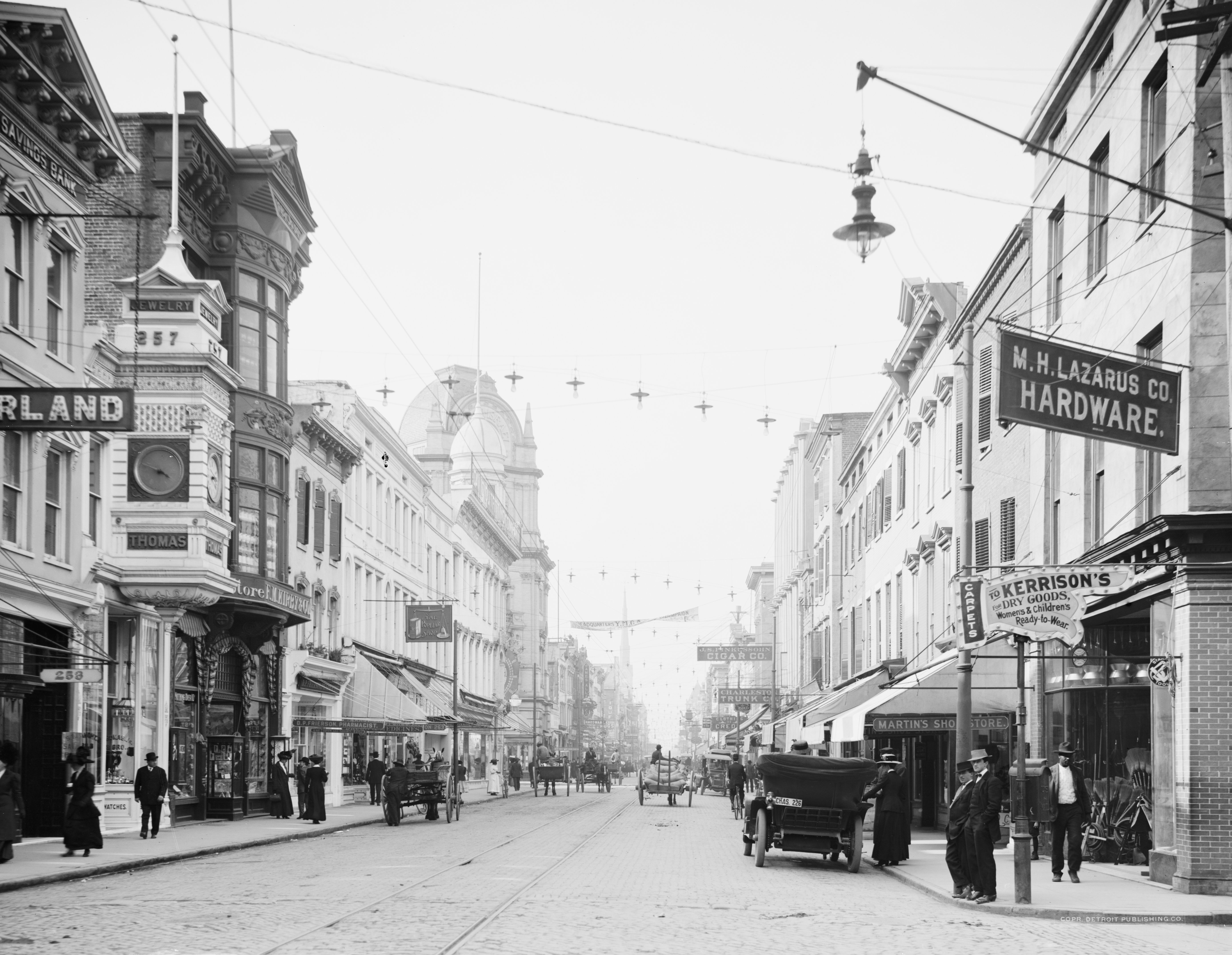
King Street na początku XX wieku

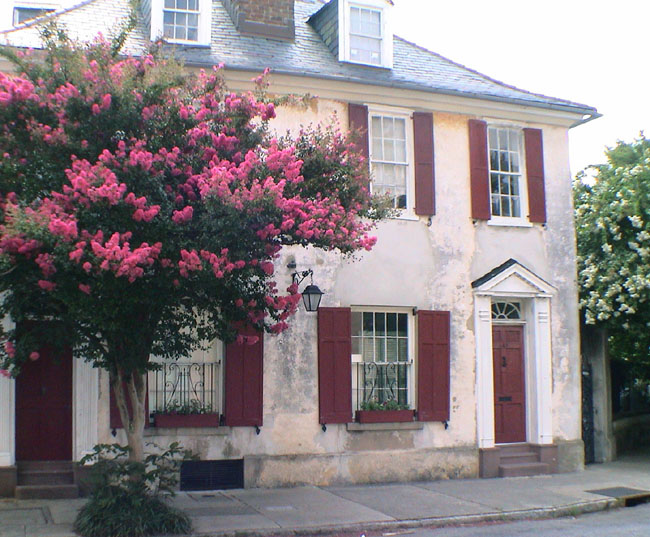
Zabytkowy dom w Charleston

Charleston – miasto w Stanach Zjednoczonych, w stanie Karolina Południowa, siedziba hrabstwa Charleston, nad Atlantykiem. W XXI wieku odnotowało gwałtowny wzrost populacji i w 2022 roku liczy 153,7 tys. mieszkańców, oraz 830,5 tys. w obszarze metropolitalnym. Nazywane jest „Świętym Miastem” ze względu na dużą liczbę kościelnych wież dominujących w jego krajobrazie. 
Od 2001 roku, corocznie, rozgrywany jest tutaj kobiecy turniej tenisowy, Family Circle Cup.

## Historia
Miasto zostało założone pod nazwą Charles Town w 1670 roku, a nazwę miastu nadano na cześć Karola II Stuarta. Wcześniej nazwę tę nosiła opuszczona trzy lata wcześniej osada na terenie Karoliny Północnej.
W czasie amerykańskiej wojny rewolucyjnej odparło pierwszy atak brytyjski w 1776 roku. W walkach w obronie Charleston w 1779 roku odznaczył się Kazimierz Pułaski.
Ostatecznie jednak miasto zostało zdobyte po oblężeniu przez Brytyjczyków w 1780 roku i pozostało w ich rękach do końca wojny.
12 kwietnia 1861 roku atak konfederatów na federalny Fort Sumter, strzegący portu w Charleston, rozpoczął działania zbrojne w wojnie secesyjnej.
31 sierpnia 1886 roku miasto zostało zniszczone w trzęsieniu ziemi. W roku 1989 miasto nawiedził huragan Hugo, który w porywach osiągał 4 stopień w skali Saffira-Simpsona.

## Gospodarka
W mieście rozwinął się przemysł chemiczny, stoczniowy, metalowy oraz tytoniowy. Charleston pozostaje głównym miastem portowym i największym portem na południowo–wschodnim wybrzeżu Stanów Zjednoczonych. Wpływ turystyki na aglomerację Charleston osiągnął w 2022 r. rekordową wysokość 12,8 miliarda $, co stanowiło prawie jedną czwartą całkowitego budżetu regionalnego.

## Demografia
Według danych pięcioletnich z 2022 roku 73,7% mieszkańców stanowili biali (71,6% nie licząc Latynosów), 18,2% to Czarni lub Afroamerykanie, 3,7% deklarowało przynależność do dwóch lub więcej ras, 2,1% to Azjaci, 0,5% to rdzenna ludność Ameryki i 0,13% to Hawajczycy i osoby pochodzące z innych wysp Pacyfiku. Latynosi stanowili 4,8% ludności głównego miasta.
Poza osobami pochodzenia afroamerykańskiego do największych grup należą osoby pochodzenia „amerykańskiego” (17,6%), angielskiego (12,3%), niemieckiego (11,2%), irlandzkiego (10,6%), włoskiego (4,7%), szkockiego lub szkocko–irlandzkiego (3,4%) i francuskiego lub francusko–kanadyjskiego (3,1%).

## Religia
Według spisu na 2020 rok największymi grupami religijnymi w aglomeracji były:
- Kościół katolicki: 92.122 członków w 24 parafiach
- bezdenominacyjne zbory ewangelikalne: 67.604 członków w 156 zborach
- Kościoły metodystyczne: ponad 65 tys. członków w 207 kościołach
- Kościoły baptystyczne: ponad 60 tys. członków w 175 zborach
- Kościoły anglikańskie (95 kościołów)
- Kościoły zielonoświątkowe: ok. 20 tys. członków w 94 zborach
- Kościoły kalwińskie: ponad 15 tys. członków w 42 kościołach.

## Miasta partnerskie
- Włochy: Spoleto
- Barbados: Speightstown
- Katar: Doha
- Sierra Leone: Freetown
- Panama: Panama City
- Francja: Flers